# Ecorregión de agua dulce drenajes bonaerenses
La ecorregión de agua dulce drenajes bonaerenses (en  inglés Bonaerensean Drainages) (347) es una georregión ecológica acuática continental situada en el centro-este de América del Sur. Se la incluye en la ecozona Neotropical.

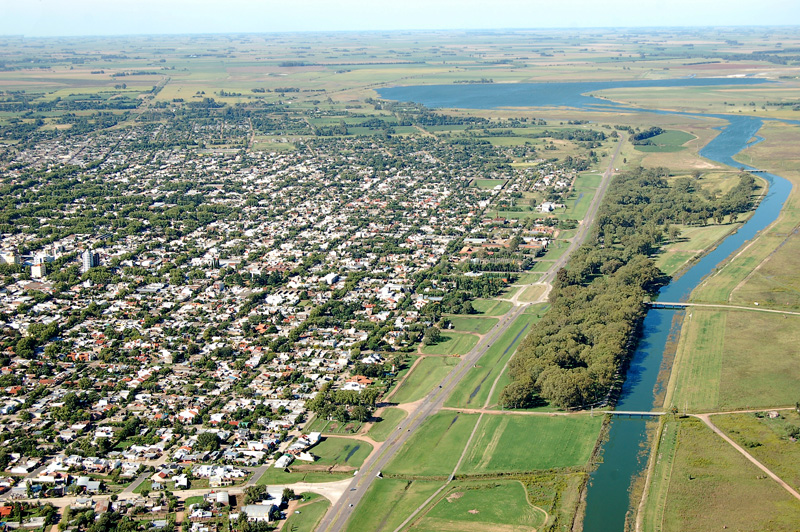
El río Salado pampeano o bonaerense junto a la ciudad de Junín. Este es el curso fluvial más destacado de esta ecorregión de agua dulce.

## Distribución

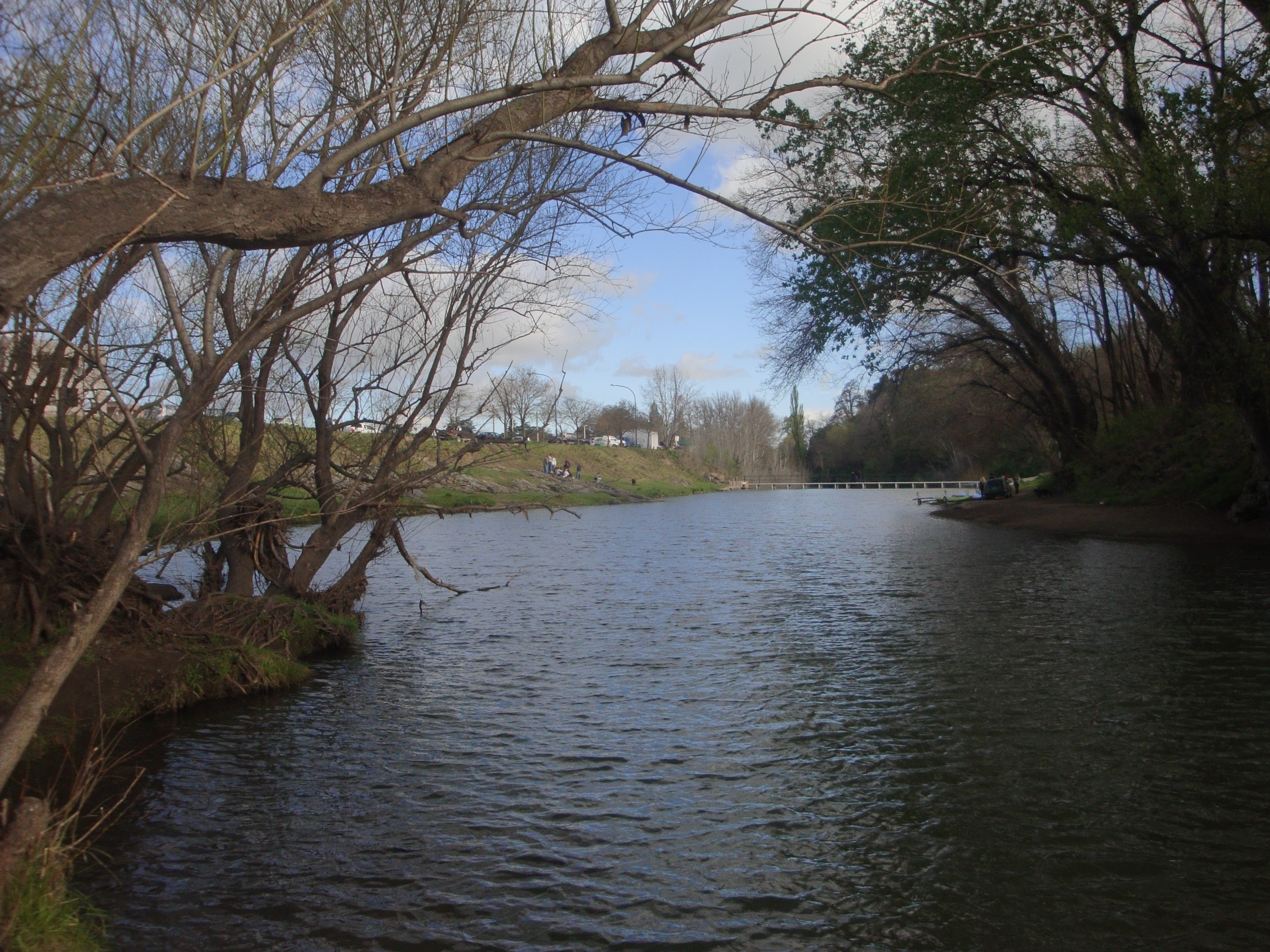
El río Sauce Grande en la Sierra de la Ventana; ecorregión de agua dulce drenajes bonaerenses.

Se distribuye, de manera exclusiva, en el centro-este de la Argentina,
en las provincias de: Buenos Aires (centro), Córdoba (sudeste), La Pampa (este), y Santa Fe (sur). Comprende toda la cuenca del Río Salado pampeano, además de arroyos y lagunas endorreicas, y todos los cursos fluviales bonaerenses que drenan directamente hacia el Atlántico, hasta la bahía Blanca.

## Especies características
Entre las especies características destacan algunos endemismos, como por ejemplo Austrolebias robustus, Austrolebias nonoiuliensis, y Megalebias elongatus.